# (37240) 2000 WP171
2000 WP171 (asteroide 37240) é um asteroide da cintura principal. Possui uma excentricidade de 0.08301810 e uma inclinação de 14.18056º.
Este asteroide foi descoberto no dia 25 de novembro de 2000 por LINEAR em Socorro.